# Mevrouw Manet aan de piano
Mevrouw Manet aan de piano (Frans: Madame Manet au piano) is een schilderij van Édouard Manet. Hij schilderde dit portret van zijn echtgenote Suzanne in 1868. Het maakt deel uit van de collectie van het Musée d'Orsay in Parijs.

## Voorstelling
In de tijd voor de opkomst van de radio en de grammofoon moesten muziekliefhebbers hun stukken zelf spelen met behulp van bladmuziek. Met name de piano was hiervoor een bijzonder populair instrument. Naar schatting waren er rond 1860 in Parijs ongeveer 20.000 pianoleraren actief. In 1849 stelt Manets vader Suzanne Leenhoff aan als pianolerares voor zijn zoons. Zij was een begenadigd vertolker van componisten als Schumann en Wagner. Als de dichter Charles Baudelaire in 1866 een beroerte krijgt en in een Parijs ziekenhuis belandt, biedt zij hem afleiding door Wagner te spelen. Tussen Leenhoff en Manet ontstaat een liefdesrelatie, die uiteindelijk in 1863 met een huwelijk bezegeld zal worden.
In 1868 had Edgar Degas een schilderij van het echtpaar Manet gemaakt met Suzanne achter de piano en haar echtgenoot luisterend op bank. Degas deed het doek cadeau aan Manet. Deze was echter zo ontevreden over de manier waarop zijn vrouw geportretteerd was dat hij een deel van het doek wegsneed. Daarna schilderde hij zijn eigen versie. Hierop draagt Suzanne Manet een stijlvolle zwarte jurk. Manet koos voor dit schilderij een relatief hoog gezichtspunt zodat haar handen duidelijk zichtbaar zijn. In de rechterbovenhoek is in de spiegel een klein stilleven zichtbaar met onder meer een klok en een paar kandelaars. Dit verleent de vlakke achtergrond diepte en levendigheid.

## Herkomst
- Na de dood van Manet blijft het schilderij in bezit van zijn weduwe.
- 1894: verkocht aan Maurice Joyant
- 1895: verkocht aan graaf Isaac de Camondo, Parijs.
- 1911: nagelaten aan het Musée du Louvre, waar het vanaf 1914 tentoongesteld wordt.
- 1947: overgebracht naar de Galerie nationale du Jeu de Paume
- 1986: overgebracht naar het Musée d'Orsay

## Afbeelding

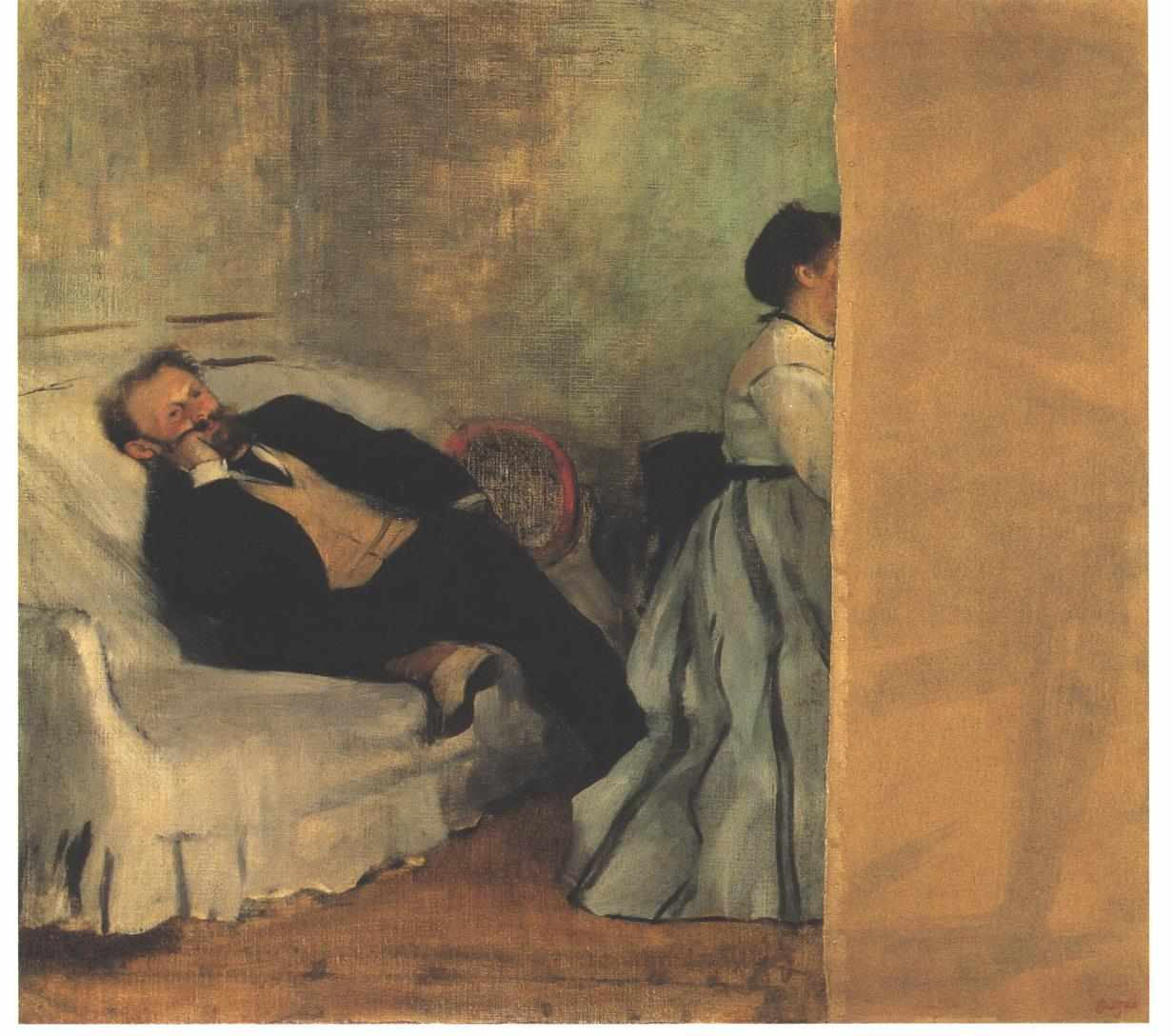
Mijnheer en mevrouw Manet - Edgar Degas